# 大橋貞雄
大橋 貞雄（おおはし さだお、1908年3月13日 - 2009年3月28日 ）は、日本の経営者。共同印刷社長、会長を務めた。

## 来歴・人物
東京都出身。1930年に東京商科大学を卒業し、同年に帝国教育会出版部に入社。1944年に国民図書刊行会に転じ、1947年に東京インキ社長に就任。1957年5月には共同印刷社長に就任。1977年8月に会長に就任し、1988年6月に取締役兼名誉会長に就任し、1990年6月から相談役兼名誉会長を務めた。
1968年10月に藍綬褒章を受章し、1978年11月に勲三等瑞宝章を受章した。
2009年3月28日、老衰のために死去。101歳没。